# Hamid Beg Xarvaixidze
Hamid Beg Xarvaixidze fou príncep d'Abkhàzia del 1730 en una data desconeguda a mitjan segle xviii. Era fill de Djiguetsi Xarvaixidze, que li va llegar una part d'Abkhàzia alhora que altres parts passaven als seus germans. A la seva mort va deixar Abkhàzia al seu fill gran Mamuka I Xarvaixidze (Manuixihr Beg). L'altre fill Lleó Xarvaixidze (Muhammad Paixà) també serà príncep d'Abkhàzia el 1779.